# Platja de la Gola (Llançà)
La platja de la Gola és una platja urbana del municipi de Llançà (Alt Empordà) situada darrera del Port de Llançà, que es va crear quan es va unir l'illot de Castellar amb terra per a la construcció del port. Està flanquejada al nord per la roca de Castellar i al sud per una altra gran mole de roca, darrera la qual continua el camí de ronda. Té una longitud de 40 m i una amplada mitjana de 20 m, de sorres gruixudes i graves, i un pendent d'entrada a l'aigua fort. Està orientada a l'est. Just al costat hi ha un aparcament gratuït.